# Güzelköy
Güzelköy (türkisch für schönes Dorf) ist ein Dorf im Landkreis Tavas der türkischen Provinz Denizli. Güzelköy liegt etwa 62 km südwestlich der Provinzhauptstadt Denizli und 17 km nordwestlich von Tavas. Güzelköy hatte laut der letzten Volkszählung 420 Einwohner (Stand Ende Dezember 2010).